# キム・ジェハン
キム・ジェハン（朝:  김재한、朝:  金宰漢、英:  Kim Jae-Han、1995年7月1日 - ）は、韓国のアイドルである。IPQエンターテインメント所属の男性アイドルグループ・OMEGA Xのメンバーである。また、SPECTRUMの元メンバー。身長179cm。血液型A型。

## 来歴
- 2017年4月7日 - 5月5日、Mnetのオーディション番組「PRODUCE 101 SEASON2」にMMOエンターテインメントの練習生として出演し、最終順位81位。
- 2018年5月、ウィン・エンターテインメントからSPECTRUMのメンバーとしてミニアルバム『Be Born』でデビュー。同グループでは、一部の楽曲の作詞や作曲に携わっていた。同年12月18日にソロ曲「흰눈같은너（You Like Snow）」を配信した[1]。
- 2020年7月、ウィン・エンターテインメントは、新型コロナウイルスの流行により、経営状態が悪化したため、SPECTRUMの活動を続けるのが厳しいと判断し、グループを解散。
- 2021年6月30日、SpireエンターテインメントからOMEGA Xのメンバーとしてミニアルバム『VAMOS』でグループとしての再デビューを果たした[2][3][4]。
- 2022年8月24日、日本1stミニアルバム『Stand up!』で、日本デビューした。

## 人物
OMEGA Xとして再デビューしたことについて「グループ解散後、アイドルという夢を諦めようとしましたが、一方では『アイドルの血』が残っていることを感じました」と公言した。

## ディスコグラフィ

### ソロ曲
- 2018年12月18日「흰 눈 같은 너」
- 2019年1月16日「하지 못했던 말」

## 出演

### テレビ番組
- PRODUCE 101 SEASON2（2017年4月7日 - 5月5日、Mnet）
- Shadow Singer（2017年7月13日、tvN）

### ドラマ
- 少年をなぐさめて ダヨル役 (2023年3月15日 - 3月30日)

### ミュージカル
- 5! HAPPY MAN パウロ神父役 (2024年5月17日 - 7月27日、個人初日5月25日)